# محلول‌های پلیمری
محلول‌های پلیمری محلول حاوی پلیمر‌های حل شده هستند. اینها ممکن است محلول‌های مایع (به عنوان مثال در محلول آبی) یا محلول‌های جامد (به عنوان مثال ماده ای که پلاستیک شده‌است) باشند.
ورود به پلیمر در مقادیر کمی از یک حلال (پلاستیک ساز) باعث کاهش دمای انتقال شیشه، دمای عملکرد و ویسکوزیته مذاب می‌شود. درک ترمودینامیک یک محلول پلیمری برای پیش‌بینی رفتار آن در فرآیندهای تولید بسیار حیاتی است - به عنوان مثال، انقباض یا گسترش آن در فرآیندهای قالب‌گیری تزریقی، یا اینکه آیا رنگدانه‌ها و حلالها به‌طور مساوی با یک پلیمر در ساخت رنگ و روکش مخلوط شوند.

## کاربردها
محلول‌های پلیمری در تولید الیاف، فیلم، چسب، لاک، رنگ و سایر موارد ساخته شده از مواد پلیمری استفاده می‌شود. از لایه‌های نازک محلول پلیمری می‌توان برای تولید دستگاه‌های دارای تابش نور استفاده کرد. از ژل‌های محلول پلیمر گوار می‌توان در شکستگی هیدرولیک (" شکست ") استفاده کرد.